# 彼得罗扎沃茨克

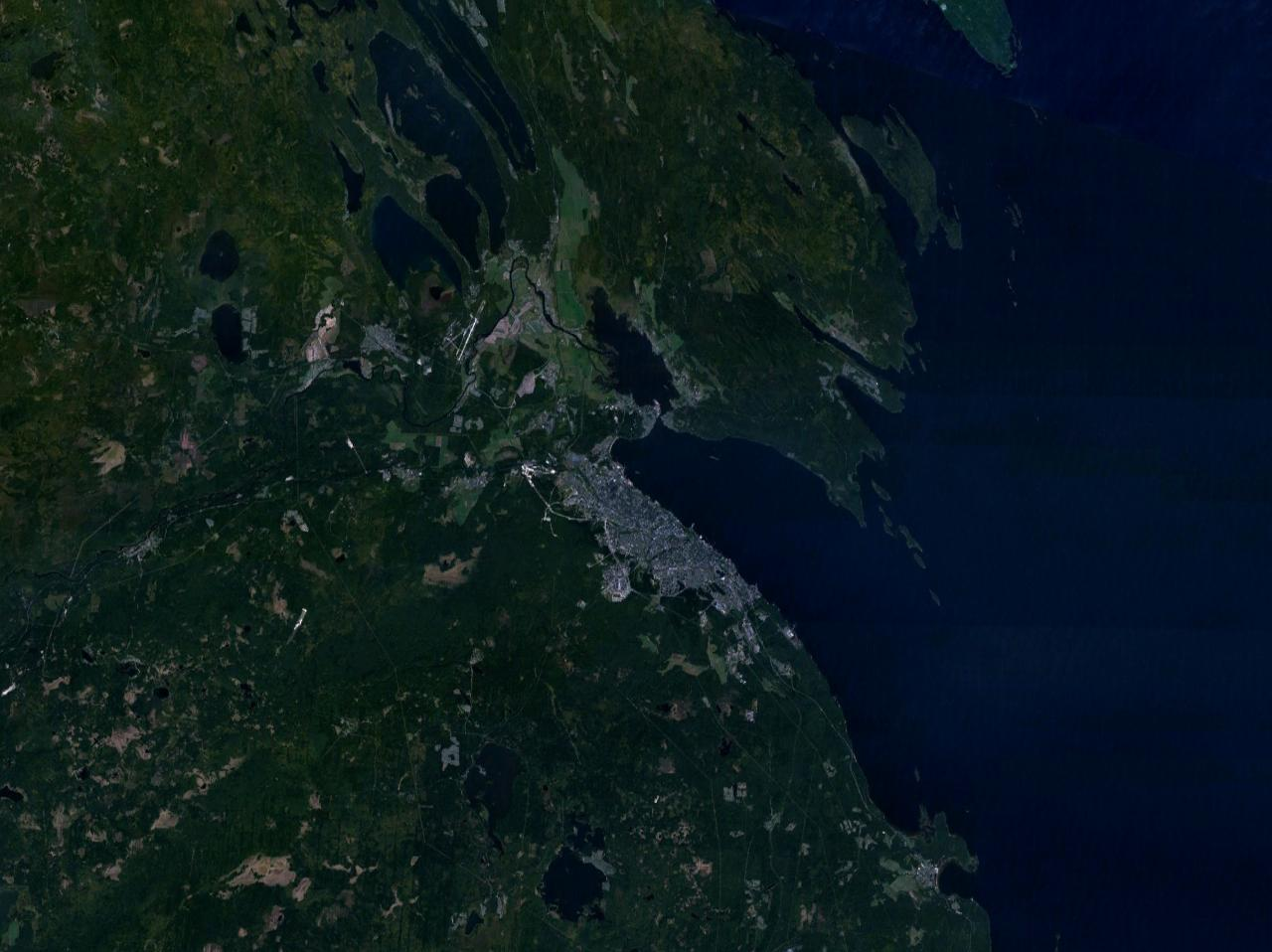
彼得罗扎沃茨克衛星圖像

卡累利阿共和國位置

彼得罗扎沃茨克（羅馬化：Petrozavodsk）是俄羅斯卡累利阿共和國首府，位於奧涅加湖畔。2002年人口為266,160人。
始於1703年，1777年建城。二戰蘇德戰爭期間，芬蘭軍隊佔領了此城。1940年至1956年为卡累利阿-芬兰苏维埃社会主义共和国首都。

## 姐妹城市
- 白俄羅斯布列斯特
- 美国德卢斯
- 法國拉羅謝爾
- 德国新施特雷利茨
- 德国新勃蘭登堡
- 挪威拉納
- 德国圖賓根
- 瑞典于默奧
- 芬兰瓦爾考斯
- 芬兰約恩蘇